# Manuel Luis Abreu Campos
Manuel Luis Abreu Campos (Gondar, Guimarães, 5 de gener de 1963 - Guimarães, 25 de febrer de 1997) va ser un ciclista portuguès, que fou professional entre 1986 i 1997, any de la seva mort. Durant aquests anys el major èxit que va aconseguir fou el Campionat de Portugal en ruta.
L'any 1997 va morir d'un infart mentre entranava.

## Palmarès
- 1985
  - Vencedor de 2 etapes al Gran Premi Jornal de Notícias
  - Vencedor d'una etapa de la Volta a Portugal
- 1986
  - Vencedor d'una etapa de la Gran Premi Abimota
  - Vencedor d'una etapa al Gran Premi Jornal de Notícias
- 1988
  - Vencedor de 2 etapes al Gran Premi Jornal de Notícias
- 1989
  - Vencedor d'una etapa de la Volta às Terras de Santa Maria Feira
- 1991
  - Vencedor d'una etapa del GP Correio do Minho
  - Vencedor d'una etapa del GP Correio da Manha
- 1992
  - Vencedor d'una etapa de la Volta a Portugal
  - Vencedor d'una etapa de la Volta a l'Algarve
- 1995
  -  Campió de Portugal en ruta
  - 1r a la Volta a Trás-os-Montes
  - 1r al GP Almoçageme i vencedor d'una etapa
- 1996
  - 1r al GP do Minho
  - 1r al GP Correio da Manha

### Resultats a la Volta a Espanya
- 1990. 113è de la classificació general
- 1993. Abandona
- 1994. 61è de la classificació general
- 1995. 75è de la classificació general
- 1995. 42è de la classificació general